# Eraitz Saez de Eguilaz Ramos
Eraitz Saez de Egilaz Ramos (Beasain, 6 de novembre de 1996) és una advocada i política basca, diputada al Parlament Basc i Secretaria de Joventut de la coalició Euskal Herria Bildu.

## Biografia
Es va graduar en Dret en la Universitat del País Basc el 2018 i després va cursar el Màster en Accés a l'Advocacia per la mateixa universitat. Després de superar la prova d'accés, va obtenir el títol d'advocada l'any 2020 i es va col·legiar com a advocada.
L'any 2017 va ser elegida Secretària de Joventut de la coalició Euskal Herria Bildu, entrant a formar part de la Taula Política de la coalició.
L'any 2020 va ser candidata al Parlament Basc per la circumscripció de Guipúscoa i va sortir elegida, esdevenint la membre del Parlament Basc més jove de la legislatura.
És filla de l'activista polític Carlos Sáez de Eguilaz Murguiondo.